# Germán Rodrigo Bastidas Vaca
Pour les articles homonymes, voir Bastidas.
Germán Rodrigo Bastidas Vaca, né à San Gabriel (en) (Carchi) le 11 février 1924, mort à Guayaquil (Guayas) le 25 janvier 2011, fut un agronome et généticien autodidacte équatorien.

## Biographie
Fils de Manuel J. Bastidas Oña et de Rosa Elena Vaca, Germán Bastidas fut un chercheur autodidacte qui se consacra à l'amélioration génétique des plantes cultivées.
Il est considéré comme le généticien le plus ancien et le plus prolifique de l'Équateur. 
Il travailla depuis son plus jeune âge avec son père, don Manuel J. Bastidas,  qui en outre lui donna des cours de génétique et de zootechnie.
Catholique, profondément croyant, il épousa à l'âge de 33 ans sa grande collaboratrice, Aida Alicia de Janon Arturo, avec laquelle il eut huit enfants. Il aimait versifier, jouer de la guitare. Il s'adonna aussi à l'archéologie, à la littérature et à la peinture et à la sculpture.
Créateur de la variété de pomme de terre 'Súper Chola', sa variété « vedette » qui depuis 20 ans tient le premier rôle sur le marché équatorien. Cette variété lui demanda 20 ans de travail (il fit une année 20000 croisements). L'une de ses plus grandes réussites fut l'obtention de la race bovine 'Pizán', résultat du travail conjoint de son père et de lui-même sur une période de plus de 70 ans.

### Études et travaux réalisés
- Établissement de la séquence archéologique de la province de Carchi en collaboration avec Alicia Enderthon de Francisco, de l'université de Berkeley en Californie ;
- 30 ans de travaux archéologiques avec le Père Pedro Porras Garcés.
- Recherche de pétroglyphes dans la Cordillère orientale entre Tuquer, Pizán et Atal avec l'expédition japonaise des universités Waseda et Josai ;
- Établissement de la phase archéologique Tortuga, dans la province de Carchi ;
- Établissement de la distribution géographique des trois phases archéologiques du Carchi ;
- Définition de la sous-phase Capulí 5 -6 ;
- Étude et établissement la période pré-céramique de la province de Carchi (travail unique dans ce domaine)[3] ;
- Découverte du calendrier solaire des Pastos, qu'il transfère personnellement de sa maison à un des espaces extérieurs de la Casa de la Cultura Núcleo del Carchi, lieu où il subsiste correctement dessiné avec l'indication des solstices et des équinoxes.
- Découverte des terrasses agricoles archéologiques, dont l'une des plus importantes est à Guambo (canton de Mira).
- Exploration archéologique du Carchi. Casa de la Cultura Ecuatoriana, Núcleo del Carchi[4].

### Quelques publications
- Memorias del Congreso internacional de Arqueología. Conférence : « Periodo Precerámico del Carchi », Ibarra, 1989.
- Periodo precerámico del Carchi presencia del Hombre Primitivo en la Provincia, publiée en 1990.
- En 1994, la maison de la culture Benjamín Carrión del Carchi publia l'article « Exploración Arqueológica del Carchi » dans le volume 31 de la collection Rumichaca.
- Publication de l'étude sur los Danzantes de Corpus y su relación con la Danza Sagrada y el Calendario.
- Diverses publications sur la préhistoire du Carchi et la poésie dans des revues et périodiques équatoriens.

## Mentions honorifiques
- Diplôme de l'université technique d'Ambato - Congreso Nacional de Prehistoria y de Arqueología. Invité spécial.
- Diplôme de la Casa de la Cultura Ecuatoriana pour la réalisation de la première exposition nationale d'archéologie de la province de Carchi à Quito.
- Plaque hommage à Manuel J. Bastidas et Germán Bastidas Vaca, offerte par la Casa de la Cultura, Núcleo del Carchi, pour leurs recherches scientifiques depuis 90 ans.
- Premier prix national de l'UNP (Unión nacional de periodistas). Médaille d'or  à l'exposition nationale réalisée à Quito.
- Médaille Escudo Montufar, pour la publication du Preceramico del Carchi.
- Le musée archéologique de la Casa de la Cultura Ecuatoriana[5], Núcleo del Carchi, retient son nom.
- Hommage en mémoire de Germán Bastidas Vaca, réalisé par l'assemblée cantonale de Montufar[6].
- Parchemin d'hommage et reconnaissance pour les 50 ans de travail discret dans le domaine agronomique. Quito, juin 2008, Comité de l'Année internationale de la pomme de terre –Ecuador AIP- Ecuador: MAGAP, INIAP, COMPAPA (Consorcio de la papa), FAO Fiat Panis CIP (Centre international de la pomme de terre), Université centrale de l'Équateur, Agence suisse pour le développement et la coopération (COSUDE).
- Plaque de reconnaissance pour son travail décernée par l'université technique du Nord.
- Médaille d'or pour ses travaux, décernée à Tulcán.
- Médaille d'argent qui symbolise l'Escudo de Montúfar.
- Médaille d'or décernée par le Conseil provincial du Carchi.